# Барри, Гарет
Га́рет Ба́рри (англ. Gareth Barry; род. 23 февраля 1981[…], Гастингс, Восточный Суссекс) — английский футболист, полузащитник.
С 1997 по 2009 год выступал за клуб «Астон Вилла». В 2009 году перешёл в клуб английской Премьер-лиги «Манчестер Сити». С 2000 по 2012 годы играл за сборную Англии. В 2010 в товарищеской встрече против Египта в первый раз стал капитаном сборной. Рекордсмен по количеству сыгранных матчей в английской Премьер-лиге — 653 игры.

## Клубная карьера

### «Астон Вилла»
Барри перешёл в «Астон Виллу» из «Брайтон энд Хоув Альбиона» как юниор в 1997 году. Он сыграл свой первый матч за «Астон Виллу» 2 мая 1998 против «Шеффилд Уэнсдей». Барри стал универсальным игроком и капитаном, играя как центральный защитник, затем как левый защитник. Тогда он начал играть на позиции левого полузащитника, а после стал центральным полузащитником.
В апреле 2005 года, в матче против «Ньюкасл Юнайтед» Барри вмешался в спор между игроками команды соперника Ли Бойером и Кироном Дайером.
Во время игры лиги против «Болтон Уондерерс» 28 октября 2007 года, Барри стал самым молодым игроком, сыгравшим в 300 играх Премьер-лиги (в возрасте 26 лет 247 дней), опередив бывшего рекордсмена Фрэнка Лэмпарда. В ноябре 2007 «Астон Вилла» наградила Барри свидетельством о пребывании в течение 10 лет в клубе.
С апреля 2008 Барри, приближаясь к 400 играм за «Астон Виллу», являлся ветераном команды. 5 апреля 2008 года Барри помог обыграть «Болтон Уондерерс» (4:0), и тем самым закончить неудачную серию из 5 поражений подряд. Он забил два гола и дважды ассистировал.
В мае 2008 «Ливерпуль» сделал серию предложений купить Барри, все из которых были отклонены «Астон Виллой». Барри публично раскритиковал своего менеджера, Мартина О’Нила, обвиняя его в умышленном удержании игрока в клубе, и впоследствии заявил о желании присоединиться к «Ливерпулю», чтобы играть в Лиге чемпионов. О’Нил отрицал это заявление.
Барри вернулся в состав «Астон Виллы», в матче кубка УЕФА против «Хабнарфьордюра», в котором он забил и «Вилла» победила 4:1. Этот гол стал первым голом Барри в еврокубках, с того момента, как он забил пенальти в матче Кубка Интертото против «Сельты» в 2000 году. 18 сентября 2008 Барри сыграл свой 400 матч за «Виллу». В этом матче Барри забил пенальти, и «Вилла» победила 3:1. Также он забил за «Виллу» в первом матче группового этапа Кубка УЕФА против «Аякса» 23 октября 2008 года. Из-за слухов о переходе в течение сезона 2008/09, О’Нил передал капитанскую повязку центральному защитнику Мартину Лаурсену. К Лаурсену звание капитана вернулось после ухода Барри летом 2009 года. Всего Гарет Барри сыграл 441 матч за «Астон Виллу», забил 52 мяча.

### «Манчестер Сити»
2 июня 2009 года Барри перешёл за £12 миллионов в «Манчестер Сити» и подписал с ним пятилетний контракт. Он выбрал майку с номером 18. Многие поклонники «Астон Виллы» публично раскритиковали Барри за этот переход, однако, он написал письмо в газету «Бирмингем Мэил», в котором он благодарил поклонников «Виллы» за поддержку, утверждая, что переход в «Сити» был для него «новым вызовом». Превосходя ожидания, он забил свой первый гол за «Сити» в межсезонье, играя против «Селтика». А первый гол в Премьер-лиге Барри забил в игре против «Манчестер Юнайтед» 20 сентября, сделав счёт 1:1, но в итоге «Сити» проиграл 3:4. Три дня спустя он забил в матче Кубка лиги против «Фулхэма», сделав счёт 1:1; «Сити» в дополнительное время довёл матч до победы. 16 февраля Гарет забил мяч в ворота «Сток Сити» и спас команду от поражения. В сезоне 2010/11 Гарет завоевал первый трофей в составе «горожан» — в финале Кубка Англии «Манчестер Сити» выиграл у «Сток Сити» 1:0.
В сезоне 2011/12 Барри стал чемпионом Англии, сыграв в 34 матчах премьер лиги и внеся весомый вклад в победу «горожан» в чемпионате.

### «Эвертон»
2 сентября 2013 Барри перешёл в «Эвертон» на условиях годичной аренды. 8 июля 2014 клуб выкупил трансфер футболиста.

### «Вест Бромвич Альбион»
В летнее трансферное окно 2017 года Барри перешёл в «Вест Бромвич Альбион». Игра против лондонского «Арсенала» 25 сентября 2017 года стала 633-й в карьере Гарета. Тем самым, футболист стал рекордсменом Премьер-лиги по количеству проведенных матчей. 27 августа 2020 года Барри объявил о завершении игровой карьеры.

## Карьера в сборной

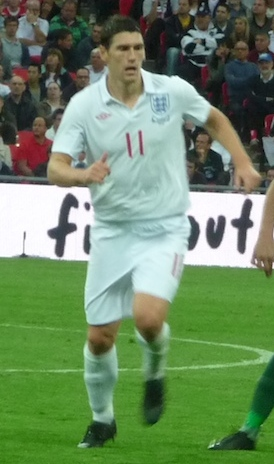
Барри играет за Англию

Барри — экс-капитан сборной Англии до 18 лет. В сборной до 21 года он дебютировал в игре против Чешской Республики в 1998 году. Всего Гарет сыграл 27 игр в молодёжной команде. Этот рекорд позже был побит бывшим одноклубником Барри по «Астон Вилле» Джеймсом Милнером.
Позже Кевин Кигэн взял Барри в сборную Англии. После травмы Джейсона Уилкокса Гарет смог поехать на чемпионат Европы 2000 года. Барри дебютировал в сборной Англии, выйдя на замену в товарищеской встрече против Украины 31 мая 2000 года. Его первый выход в основном составе случился в игре против Франции 2 сентября 2000 года.
В 2003 году Гарет сыграл матчи против Южной Африки, Сербии и Черногории и Словакии.
Барри был вызван в сборную Англии после четырёхлетнего перерыва 2 февраля 2007 года. Он вышел на поле, заменив Стивена Джерарда, в товарищеском матче против Испании 7 февраля 2007 года, играя на позиции левого полузащитника. Англия проиграла 0:1 благодаря голу Андреса Иньесты. 25 мая 2007 года, Барри играл за Англию B в матче с Албанией. Гарет вновь сыграл в сборной в матче с Германией на «Уэмбли», заменив Майкла Каррика.
Заменив травмированного Оуэна Харгривза, Барри начал матч против Израиля 8 сентября 2007 года на позиции центрального полузащитника. Также он вышел в основе в матче против России 12 сентября 2007 года. Эксперты Би-би-си Иэн Райт и Алан Ширер называли Барри лучшим игроком сборной Англии в этих двух матчах.
Гарета официально назвали лучшим игроком сборной Англии в отборочном матче чемпионата Европы 2008 против Эстонии. Позже его вызвал в сборную Фабио Капелло для игры в своём первом матче во главе сборной Англии против Швейцарии 6 февраля 2008 года. Барри забил свой первый гол за сборную Англии в игре против Тринидада и Тобаго 1 июня 2008 года.
6 июня в игре против Казахстана, он забил свой второй гол, замкнув навес Стивена Джерарда. Барри появлялся в каждой из десяти игр сборной Англии в течение сезона 2008/09 вплоть до игры против Андорры 10 июня 2009 года, в которой он не играл по причине перебора жёлтых карточек.
Вывел команду с капитанской повязкой на игру против Египта на «Уэмбли» (3:1). Из за травмы лодыжки, полученной в игре за «Манчестер Сити», он мог не поехать на чемпионат мира 2010 года, но всё же был включён в заявку и, пропустив первую игру, сыграл в остальных трёх.

## Достижения

### Командные
«Астон Вилла»
- Финалист Кубка Англии: 2000
- Обладатель Кубка Интертото: 2001

«Манчестер Сити»
- Чемпион Англии: 2011/12
- Обладатель Кубка Англии: 2011

### Личные
- Игрок сезона ФК «Эвертон»: 2015/16

## Личная жизнь
Барри женился на своей подруге детства Луизе летом 2007 года. Вскоре у них родились дети: сын — Оскар и дочь — Фрея.

## Статистика выступлений
| Англия    | Англия               | Англия                  | Англия | Англия | Англия   | Англия   | Англия     | Англия     | Англия | Англия | Англия  | Англия  | Англия          | Англия           |
| Сезон     | Клуб                 | Дивизион                | Лига   | Лига   | Кубок FA | Кубок FA | Кубок лиги | Кубок лиги | Европа | Европа | В общем | В общем | Карточки        | Карточки         |
| Сезон     | Клуб                 | Дивизион                | Игры   | Голы   | Игры     | Голы     | Игры       | Голы       | Игры   | Голы   | Игры    | Голы    | Жёлтые карточки | Красные карточки |
| --------- | -------------------- | ----------------------- | ------ | ------ | -------- | -------- | ---------- | ---------- | ------ | ------ | ------- | ------- | --------------- | ---------------- |
| 1997/98   | Астон Вилла          | Английская Премьер-лига | 2      | 0      | 0        | 0        | 0          | 0          | –      | –      | 2       | 0       | 0               | 0                |
| 1998/99   | Астон Вилла          | Английская Премьер-лига | 32     | 2      | 2        | 0        | 0          | 0          | 3      | 0      | 37      | 2       | 4               | 0                |
| 1999/2000 | Астон Вилла          | Английская Премьер-лига | 30     | 1      | 6        | 0        | 8          | 0          | –      | –      | 44      | 1       | 7               | 0                |
| 2000/01   | Астон Вилла          | Английская Премьер-лига | 30     | 0      | 3        | 0        | 1          | 0          | 4      | 1      | 38      | 1       | 3               | 0                |
| 2001/02   | Астон Вилла          | Английская Премьер-лига | 20     | 0      | 1        | 0        | 0          | 0          | 7      | 0      | 28      | 0       | 2               | 0                |
| 2002/03   | Астон Вилла          | Английская Премьер-лига | 35     | 3      | 1        | 0        | 4          | 1          | 4      | 0      | 44      | 4       | 11              | 0                |
| 2003/04   | Астон Вилла          | Английская Премьер-лига | 36     | 3      | 1        | 1        | 6          | 0          | –      | –      | 43      | 4       | 3               | 1                |
| 2004/05   | Астон Вилла          | Английская Премьер-лига | 34     | 7      | 1        | 1        | 1          | 0          | –      | –      | 36      | 8       | 2               | 0                |
| 2005/06   | Астон Вилла          | Английская Премьер-лига | 36     | 3      | 3        | 1        | 3          | 2          | –      | –      | 42      | 6       | 10              | 1                |
| 2006/07   | Астон Вилла          | Английская Премьер-лига | 35     | 8      | 1        | 0        | 3          | 1          | –      | –      | 39      | 9       | 8               | 1                |
| 2007/08   | Астон Вилла          | Английская Премьер-лига | 37     | 9      | 1        | 0        | 2          | 0          | –      | –      | 40      | 9       | 5               | 0                |
| 2008/09   | Астон Вилла          | Английская Премьер-лига | 38     | 5      | 1        | 0        | 1          | 0          | 8      | 3      | 48      | 8       | 11              | 0                |
| В общем   | В общем              | В общем                 | 365    | 41     | 21       | 3        | 29         | 4          | 26     | 4      | 441     | 52      | 66              | 3                |
| 2009/10   | Манчестер Сити       | Английская Премьер-лига | 34     | 2      | 3        | 0        | 6          | 1          | –      | –      | 43      | 3       | 5               | 0                |
| 2010/11   | Манчестер Сити       | Английская Премьер-лига | 33     | 2      | 7        | 0        | 0          | 0          | 7      | 0      | 47      | 2       | 9               | 0                |
| 2011/12   | Манчестер Сити       | Английская Премьер-лига | 34     | 1      | 0        | 0        | 3          | 0          | 7      | 0      | 44      | 1       | 9               | 1                |
| 2012/13   | Манчестер Сити       | Английская Премьер-лига | 31     | 1      | 5        | 1        | 1          | 0          | 5      | 0      | 42      | 2       | 2               | 0                |
| В общем   | В общем              | В общем                 | 132    | 6      | 15       | 1        | 10         | 1          | 19     | 0      | 176     | 8       | 25              | 1                |
| 2013/14   | Эвертон              | Английская Премьер-лига | 32     | 3      | 4        | 0        | 1          | 0          | –      | –      | 37      | 3       | 10              | 0                |
| 2014/15   | Эвертон              | Английская Премьер-лига | 33     | 0      | 7        | 0        | 0          | 0          | 9      | 0      | 49      | 0       | 10              | 1                |
| 2015/16   | Эвертон              | Английская Премьер-лига | 33     | 0      | 2        | 0        | 4          | 0          | –      | –      | 39      | 0       | 5               | 1                |
| 2016/17   | Эвертон              | Английская Премьер-лига | 33     | 2      | 1        | 0        | 0          | 0          | –      | –      | 34      | 2       | 10              | 0                |
| В общем   | В общем              | В общем                 | 131    | 5      | 14       | 0        | 5          | 0          | 10     | 0      | 160     | 5       | 30              | 2                |
| 2017/18   | Вест Бромвич Альбион | Английская Премьер-лига | 25     | 1      | 3        | 0        | 1          | 0          | –      | –      | 29      | 1       | 4               | 0                |
| В общем   | В общем              | В общем                 | 25     | 1      | 3        | 0        | 1          | 0          | 0      | 0      | 29      | 1       | 4               | 0                |
| В карьере | В карьере            | В карьере               | 653    | 53     | 53       | 4        | 46         | 5          | 55     | 4      | 807     | 66      | 125             | 6                |

## Голы за сборную
| Гол | Дата           | Место                   | Соперник          | Мяч | Результат | Соревнование                                 |
| --- | -------------- | ----------------------- | ----------------- | --- | --------- | -------------------------------------------- |
| 1   | 2 июня 2008    | Порт-оф-Спейн, Тринидад | Тринидад и Тобаго | 0:1 | 0:3       | Товарищеский матч                            |
| 2   | 6 июня 2009    | Алма-Ата, Казахстан     | Казахстан         | 0:1 | 0:4       | Квалификация кубка мира по футболу 2010 года |
| 3   | 16 ноября 2011 | Лондон, Англия          | Швеция            | 1:0 | 1:0       | Товарищеский матч                            |